# 大蔵平三
大蔵 平三（おおくら へいぞう、1853年1月30日（嘉永5年12月21日） - 1911年（明治44年）8月25日）は、日本陸軍の軍人。最終階級は陸軍中将。男爵。旧姓・大野。

## 経歴
岡山県出身。医師・大野意俊の二男として生まれる。幼名は岡之介。大蔵建安の養子となる。開成所中退を経て、1872年（明治5年）、陸軍訳官（フランス語）となり、兵学寮12等出仕、同11等出仕、同10等出仕と昇進し、1875年（明治11年）8月、陸軍少尉に任官。1877年4月から9月まで西南戦争に出征し、1882年（明治15年）4月、陸軍騎兵大尉に昇進。陸軍大学校教授、参謀本部第2局員、陸大教官、騎兵第1大隊長を歴任。
1892年（明治25年）11月、陸軍省軍務局馬政課長となり、兼軍馬補充部本部長、騎兵課長、騎兵監などを経て、1898年（明治31年）3月、陸軍少将に進級。軍馬補充部本部長を勤め、1904年（明治37年）10月、陸軍中将となり、1906年（明治39年）2月、休職。1911年春に胃癌に罹患し、療養していたが経過が良くなかったため6月に待命となり、同年8月に死去した。
また、1907年（明治40年）9月21日、男爵を叙爵し華族となる。
1911年（明治44年）8月25日、死去。墓所は青山霊園(1イ21-2)。

## 栄典
位階
- 1895年（明治28年）3月28日 - 従五位[7]
- 1898年（明治31年）4月30日 - 正五位[8]
- 1903年（明治36年）5月30日 - 従四位[9]
- 1908年（明治41年）6月20日 - 正四位[10]
- 1911年（明治44年）8月25日 - 従三位[11]

勲章等
- 1889年（明治22年）11月29日 - 大日本帝国憲法発布記念章[12]
- 1895年（明治28年）
  - 10月21日 - 旭日小綬章・功四級金鵄勲章[13]
  - 11月18日 - 明治二十七八年従軍記章[14]
- 1899年（明治32年）5月9日 - 勲三等瑞宝章[15]
- 1905年（明治38年）5月30日 - 勲二等瑞宝章[16]
- 1906年（明治39年）4月1日 - 勲一等旭日大綬章・功三級金鵄勲章・明治三十七八年従軍記章[17]
- 1907年（明治40年）9月21日 - 男爵 [18]

## 親族
- 長男 松井等（東洋史学者、國學院大學教授）
- 三男 大蔵公望（貴族院議員）[1]
- 弟 浅野応輔（東京帝国大学工学部教授）[1]

## 著書
- 巴崙 他 著、大蔵平三 訳『蹄鉄提要』陸軍文庫、1876年9月。
- 大蔵平三『馬学説約. [本編]』陸軍士官学校、1882年9月。
- 大蔵平三『馬学説約. 附図』陸軍士官学校、1882年9月。